# Jeunes mères
Jeunes mères (englischsprachiger Titel: Young Mothers) ist ein Spielfilm von Jean-Pierre und Luc Dardenne aus dem Jahr 2025. Das Sozialdrama stellt fünf junge Mütter in den Mittelpunkt, die sich mit ihren Kindern nach einer besseren Zukunft sehnen. Die belgisch-französische Koproduktion wurde im Mai beim Filmfestival von Cannes uraufgeführt und gewann dort den Drehbuchpreis.

## Handlung
Die jungen Mütter Jessica, Perla, Julie, Naïma und Ariane sind unter schwierigen Umständen aufgewachsen und leben gemeinsam in einem Heim. Alle fünf Frauen kämpfen darum, für ihre Kinder und sich ein besseres Leben zu erreichen.

## Hintergrund

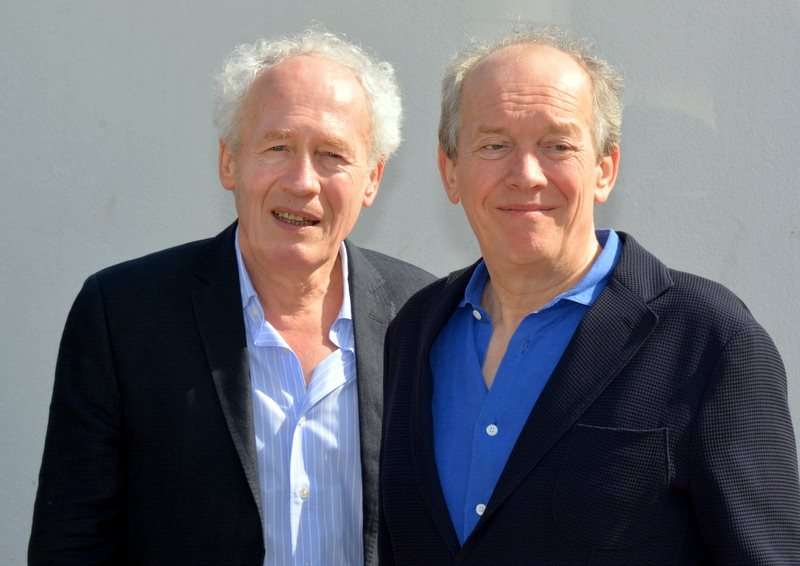
Die Brüder Dardenne (2016)

Jeunes mères (Alternativtitel: La maison maternelle, Jeune femmes, internationaler Titel: Young Mothers) ist der 13. Spielfilm des belgischen Brüderpaares Jean-Pierre und Luc Dardenne, die auch gemeinsam das Drehbuch verfassten. Erstmals in ihrer Karriere wagten sie sich an eine Ensemblegeschichte. Im Mittelpunkt der Handlung stehen die Erfahrungen mehrerer jungen Frauen mit dem Thema Mutterschaft. Die Hauptrollen übernahmen Babette Verbeek, Elsa Houben, Janaina Halloy Fokan, Lucie Laruelle und Samia Hilmi. Ebenfalls zum Schauspielensemble gehörte die Belgierin India Hair.
Die Dreharbeiten fanden von Mitte August bis Ende Oktober 2024 statt. Drehort war unter anderem der Wallfahrtsort Banneux. Als Kameramann wurde Benoît Dervaux verpflichtet, der auch an den beiden vorherigen Dardenne-Filmen Young Ahmed (2019) und Tori & Lokita (2022) mitgewirkt hatte. Als Editoren wurden die langjährige Weggefährtin des Brüderpaares, Marie-Hélène Dozo, ausgewählt. Sie schnitt den Film gemeinsam mit Tristan Meunier, der mit Dozo an Young Ahmed zusammengearbeitet hatte.
Neben den Dardennes trat Delphine Tomson als Produzentin für das belgische Unternehmen Les Films du Fleuve der Brüder in Erscheinung. Als Koproduzenten waren die Firmen Archipel 35 aus Frankreich und The Reunion aus Belgien beteiligt. Finanziell unterstützt wurde das Projekt von Wallimage. Es war das neunte Mal, dass der wallonische Investmentfonds einen Film der Dardennes unterstützte.

## Veröffentlichung
Die Weltpremiere von Jeunes mères fand am 23. Mai 2025 im Hauptwettbewerb des 78. Filmfestivals von Cannes statt. Die Regiearbeit der Dardennes wird dort als vorletzter Beitrag gezeigt.
Ein regulärer Kinostart in den französischsprachigen Teilen der Schweiz fand ab 23. Mai 2025 im Verleih von Xenix statt. In Frankreich wurde Jeunes mères am selben Tag von Diaphana Distribution verliehen.

## Auszeichnungen

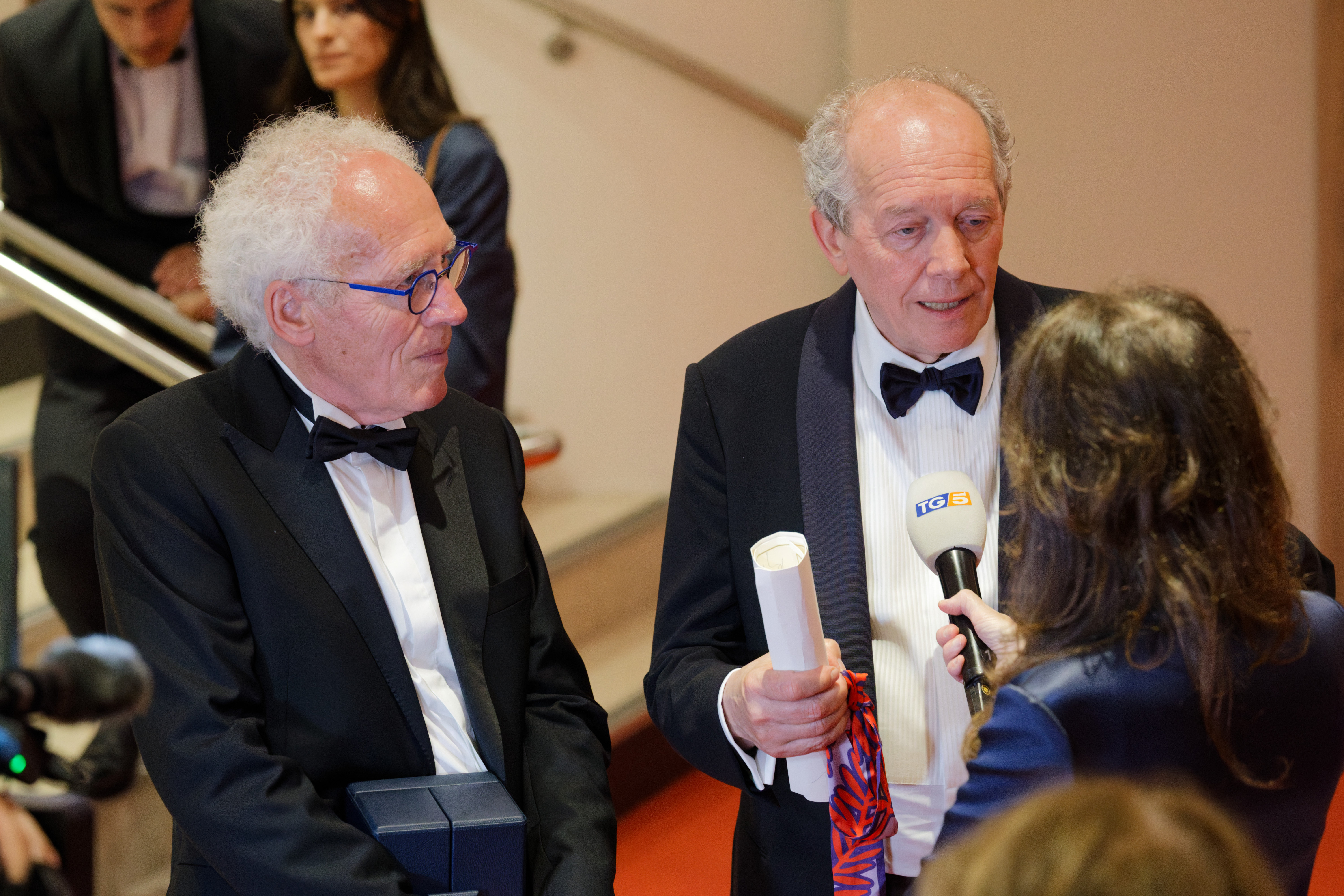
Die Dardenne-Brüder mit ihren gewonnenen Auszeichnungen kurz nach der Preisverleihung

Für Jeunes mères erhielten die Brüder Dardenne ihre insgesamt zehnte Einladung in den Wettbewerb um die Goldene Palme des Filmfestivals von Cannes. Sie hatten bereits bei den Festivalauflagen in den Jahren 1999 und 2005 den Hauptpreis erhalten. Jeunes mères wurde von der Jury um die französische Schauspielerin Juliette Binoche mit dem Drehbuchpreis bedacht. Darüber hinaus gewann der Film dort den Preis der Ökumenischen Jury.